# Chittappanahalli, Gubbi
Chittappanahalli là một làng thuộc tehsil Gubbi, huyện Tumkur, bang Karnataka, Ấn Độ.